# Pomatiopsidae
Famille
Les Pomatiopsidae forment une famille de mollusques terrestres appartenant à l'ordre des mésogastéropodes ou des Littorinimorpha suivant les classifications. 

Répartition des genres.

## Classification
Selon World Register of Marine Species (22 octobre 2014) :
- genre Blanfordia A. Adams, 1863
- genre Cecina A. Adams, 1861
- genre Coxiella E. A. Smith, 1894
- genre Floridiscrobs Pilsbry & McGinty, 1949
- genre Fukuia Abbott & Hunter, 1949
- genre Hubendickia Brandt, 1968
- genre Idiopyrgus Pilsbry, 1911
- genre Kunmingia Davis & Kuo, 1984
- genre Lacunopsis Deshayes, 1876
- genre Lithoglyphopsis Thiele, 1928
- genre Oncomelania Gredler, 1881
- genre Paraprososthenia Annandale, 1919
- genre Pomatiopsis Tryon, 1862
- genre Pseudobythinella Liu & Zhang, 1979
- genre Spiripockia Simone, 2012
- genre Tomichia Benson, 1851
- genre Tricula Benson, 1843
- genre Vietricula Dang & Ho, 2010

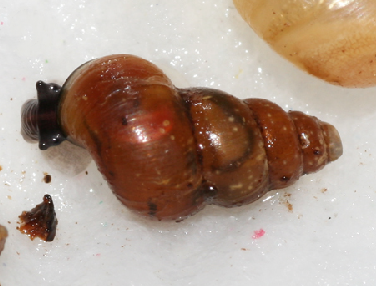
Blanfordia bensoni
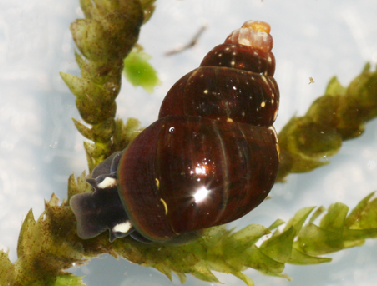
Fukuia kurodai
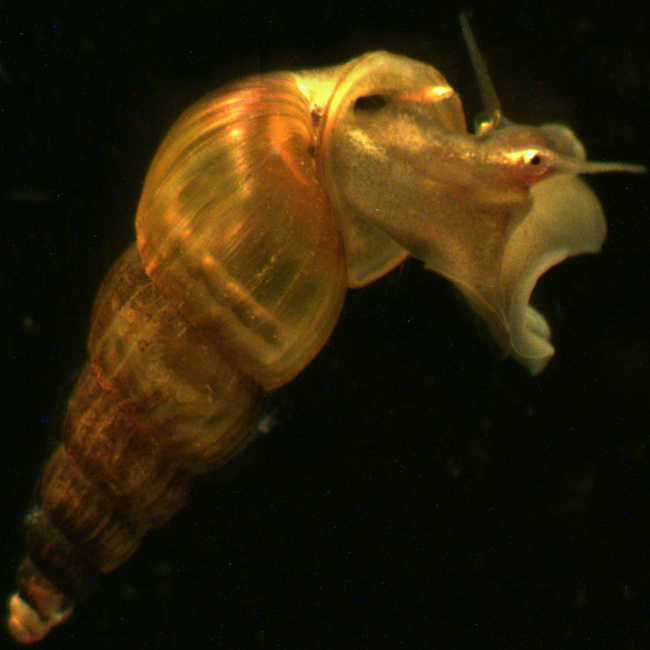
Oncomelania hupensis